# Orosz Zoltán (harmonikaművész)
Orosz Zoltán (Bácsalmás, 1966) eMeRTon- és Artisjus-díjjal kitüntetett magyar harmonikaművész. Zenei érdeklődése rendkívül összetett, a klasszikus zenétől a népzene világán át a dzsesszig megannyi stílusban egyformán otthonosan mozog.

## Életútja
Hároméves korában édesapja (aki első tanára volt) figyelt fel a képességeire. 4 évesen kapta első hangszerét, mellyel már abban az évben koncertet adott. Korengedménnyel nyert felvételt a budapesti Bartók Béla Zeneművészeti Szakközépiskolába, ahol a harmonika mellett orgonálni és zongorázni tanult. 11 évesen több százezer ember előtt harmonikázott a moszkvai Vörös téren.
1992-ben alapította Ursu Gábor gitárossal a Pódium duót, és még abban az évben megjelent első CD-jük Harmonika fehéren-feketén címmel. 1993-ban a közreműködésével alakult meg a Budapest Harmonika Trió, amelyben két harmonika és egy basszusharmonika szerepel.
1998 óta tagja Zorán zenekarának. Több DVD és számos egyéb zenei felvétel közreműködője is: muzsikált Presser Gáborral, Gerendás Péterrel, a Republic és a Bon-Bon együttesekkel, Heilig Gáborral, Balázs Fecóval, Kern Andrással, Hernádi Judittal, a Fiesta és Emil.RuleZ! zenekarokkal.

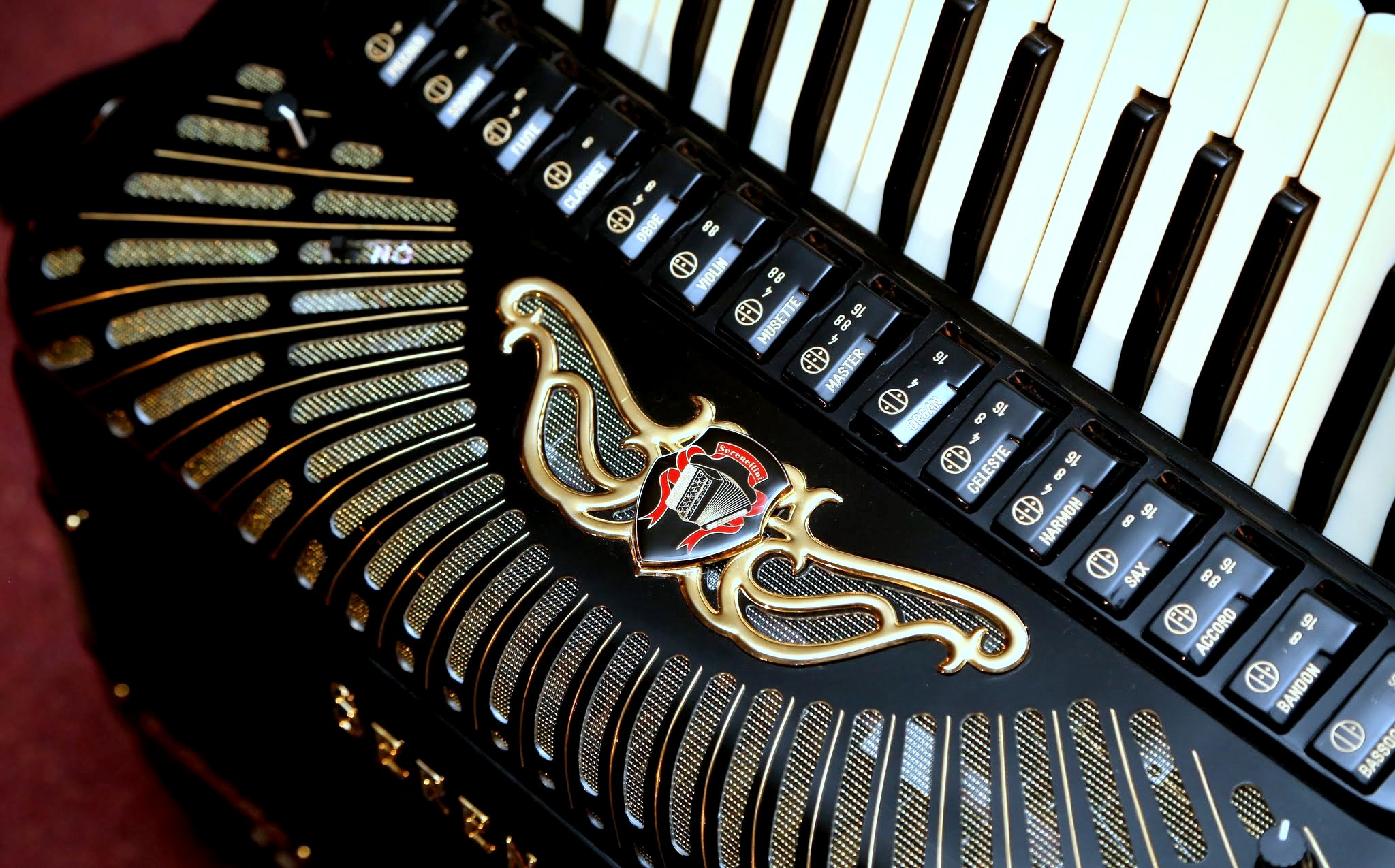
A művész egyik (Serenellini) harmonikája

A világ számos pontján koncertezett már, programjának összeállítása színes, koncertjein különböző stílusokban mutatja be tudását, előadásmódja árnyalatokban gazdag és szenvedélyes. Több műfaj előadóművészétől is kapott már felkérést közös előadásra. Olyan művészekkel adott közös koncertet, mint Horváth Kornél Kossuth-díjas ütőhangszerművész, Lattman Béla, a Magyar Érdemrend lovagkeresztjével kitüntetett basszusgitáros, Borbély Mihály Kossuth- és Liszt Ferenc-díjas szaxofonos, Illényi Katica Liszt Ferenc-díjas hegedűművész, Kelemen Barnabás Kossuth- és Liszt Ferenc-díjas hegedűművész és Roby Lakatos hegedűvirtuóz.

## Elismerései
1996-ban Bardóczy Attilával a Párizsi Nemzetközi Sanzonversenyen a legjobb külföldi előadó díját nyerték el. Az oroszországi Permben tartott mesterkurzusát az Akadémia rektora köszönőlevélben méltatta. Több harmonikaversenyt is megnyert, számos szakmai elismerés és díj birtokosa.

## Díjai

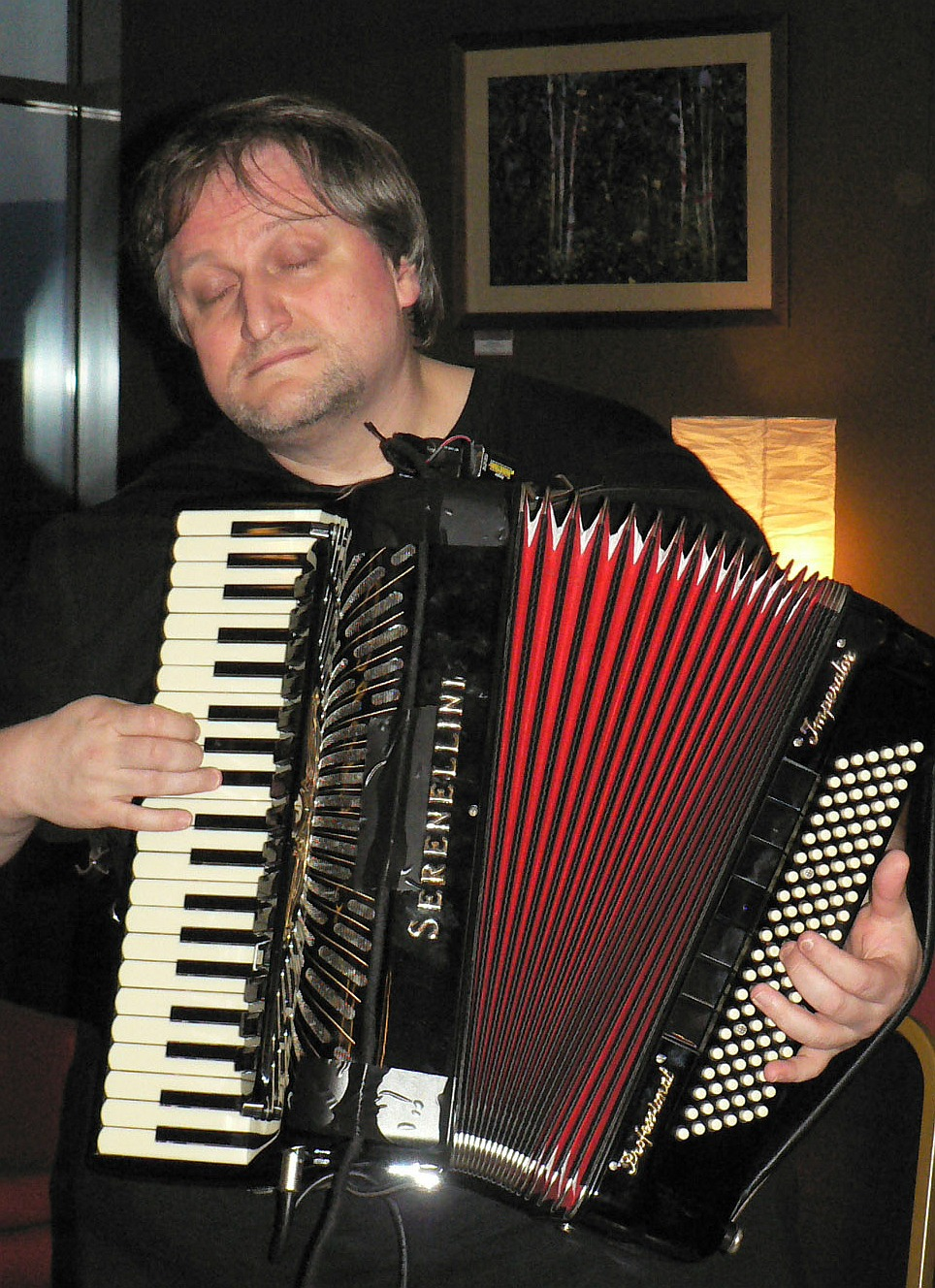
Egy 2011-es koncertjén

- eMeRTon-díj (1999)[2] – az 1999-es év nosztalgia-együttese a Pódium duó, díjátadás 2000-ben
- Artisjus-díj (2008)[11]
- Bácsalmás város díszpolgára (2015)[12]
- Tabányi Mihály-díj (2017)[13]
- Budapestért díj (2022)[14]

## Megjelent hangfelvételei
- 1992: Harmonika fehéren-feketén (CD)
- 1995: Ezerarcú harmonika (CD)
- 2002: Párizs ege alatt (CD)
- 2010: Kontrasztok (CD) (2011-ben aranylemez lett)[15]